# Домицци, Маурицио
Маурицио Домицци (итал. Maurizio Domizzi; 28 июня 1980, Рим) — итальянский футболист, защитник, тренер. 

## Карьера
Домицци — воспитанник «Лацио». В 1998 году был отдан в аренду «Ливорно», проведя за клуб два сезона. В 2001 году перешёл в «Милан», но не провел там ни одного матча. «Россонери» отдавали Маурицио в аренду «Модене», а в 2002 году продали в «Сампдорию». Проведя в этом клубе два сезона, Домицци был вновь отдан в аренду — в «Модену», «Брешию» и «Асколи». Лишь в 2006 году, перейдя в «Наполи», Домицци обрёл стабильность. За два сезона в клубе он провел 55 матчей, продемонстрировав хорошие для защитника бомбардирские качества, забив 15 мячей. В 2008 году игрок присоединился к «Удинезе» (находясь в совладении с «Наполи»), а в июне 2009 года клуб из Удине выкупил права на футболиста.
Международная карьера Домицци не сложилась — на его счету лишь несколько матчей за молодёжные и юношеские сборные.